# Callimormus alsimo
Callimormus alsimo är en fjärilsart som beskrevs av Heinrich Benno Möschler 1882. Callimormus alsimo ingår i släktet Callimormus och familjen tjockhuvuden. Inga underarter finns listade i Catalogue of Life.